# Hermann Kobold
Hermann Kobold (Hannover, 5 de agosto de 1858 — Kiel, 11 de junho de 1942) foi um astrônomo alemão. Foi professor do Observatório de Estrasburgo.

## Obras
- Der Bau des Fixsternsystems mit besonderer Berücksichtigung der photometrischen Resultate. Braunschweig: Vieweg, 1906
- Blätter der Erinnerung (Autobiographie bis 1902). Journal of Astronomical Data, Volume 10, Teil 5B (2004)